# 艾迪森 (伊利諾伊州)
艾迪森（英語：Addison）是位於美國伊利諾伊州杜佩奇縣的一個村落。

## 地理
艾迪森的座標為41°55′54″N 88°00′08″W / 41.93167°N 88.00222°W，而該地最高點為海拔高度214米（即702英尺）。

## 人口
根據2010年美國人口普查的數據，艾迪森的面積為25.93平方千米，當中陸地面積為25.48平方千米，而水域面積為0.45平方千米。當地共有人口3942人，而人口密度為每平方千米152人。